# Býleistr
Býleistr és un jötun germà de Loki en la mitologia nòrdica. Snorri Sturluson afirma al Gylfaginning que els germans de Loki són Býleistr i Helblindi, i el kenning en nòrdic antic per a Loki de 'germà de býleistr' s'empra en diversos texts èddics com a Völuspá i Hyndluljóð a l'Edda poètica i a Skáldskaparmál a l'Edda prosaica.